# Takeshi Naito
Takeshi Naito (Shizuoka, 17 ottobre 1948) è un karateka e maestro di karate giapponese.
Cintura nera 9º dan, è arbitro internazionale e insegnante.
Nel 1977, Invitato dal maestro Hiroshi Shirai, giunge in Italia stabilendosi a Milano dove risiede tuttora.

## Biografia
- 1964 - inizia la pratica del karate
- 1968 - diventa 1º dan
- 1970 - campione nazionale universitario[2]
- Dal 1973 al 1976 - si è sempre qualificato nei primi posti nei campionati giapponesi
- 1975 - ha conseguito la qualifica di istruttore e di arbitro internazionale
- 1977  - ha conseguito la qualifica di maestro
- 1996 - diventa 8º dan
- Ottimo esecutore di kata, massimo esponente in Italia e tra i massimi al mondo di kumite, il M° Takeshi Naito è stato fino al 2010 membro della Commissione Tecnica Nazionale FIKTA come responsabile settore kumite. Suoi allievi sono stati, tra gli altri, Nadia Ferluga (campionessa mondiale di kumite), Elio Giacobini (campione mondiale di kumite) e Silvio Campari (pluricampione di kumite sia italiano sia europeo, che di fukugo sia italiano sia europeo). Suo allievo anche Stefano De Bartolomeo (pluricampione mondiale, europeo e italiano sempre in kumite).

Dal 2004 il M° Naito è il responsabile della J.K.A. Italia, riuscendo a creare un gruppo di alto livello.